# Nils Molin (sångare)
Nils Johan Molin, född 18 oktober 1988 i Kilafors, är en svensk sångare.

## Biografi
Molin är mest känd som huvudsångare i det Stockholmsbaserade rockbandet Dynazty. Tillsammans med bandet har han medverkat två gånger i Melodifestivalen, första gången med en coverversion av Anna Bergendahls bidrag "This Is My Life" år 2011 (pausnummer), och andra gången med "Land of Broken Dreams" år 2012. Sedan år 2017 är han dessutom den manliga huvudsångaren i det svensk-danska metalbandet Amaranthe, som ersättare för den tidigare sångaren Jake E (Joacim Lundberg).